# Bernhard-Nocht-Straße

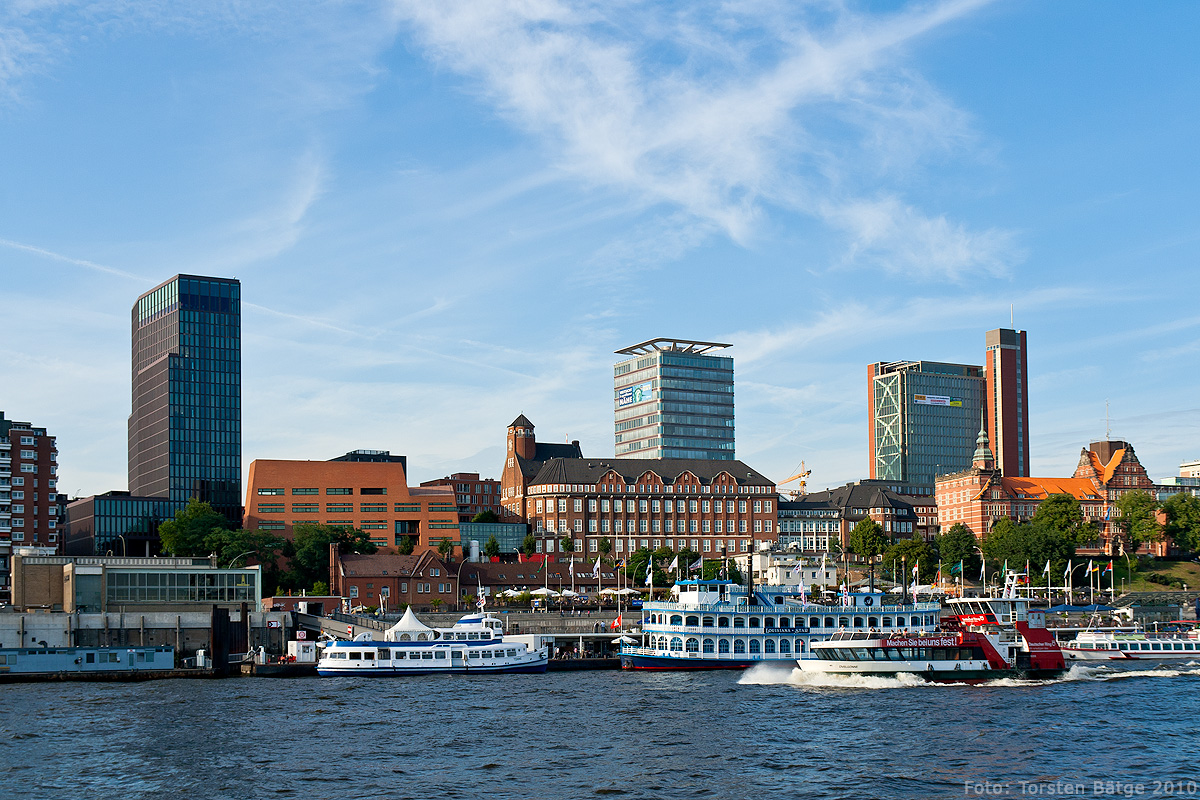
Das Bild zeigt die Hochbauten des östlichen Teils der Bernhard-Nocht-Straße; von links: das Empire Riverside Hotel, den DWI-Turm, das Atlantic-Haus. In dem Klinkerbau vor dem DWI-Turm befindet sich das Bernhard-Nocht-Institut und rechts daneben das Bundesamt für Seeschifffahrt und Hydrographie.

Die Bernhard-Nocht-Straße im Stadtteil Hamburg-St. Pauli gehört zu einer Gruppe von Straßen zwischen der Reeperbahn und der St. Pauli Hafenstraße, die nach einem um 1790 erfolgten Obrigkeitsbeschluss mit männlichen Vornamen in alphabetischer Reihenfolge von A (wie ‚Antoni‘) bis H (wie ‚Heinrich‘ bzw. später ‚Herbertstraße‘) benannt wurden. Die südlichste dieser insgesamt acht Straßen bekam den Namen Bernhardstraße, dies wurde 1924 umgewandelt in Bernhard-Nocht-Straße zu Ehren des damals noch amtierenden Direktors Bernhard Nocht des damaligen hamburgischen Tropeninstituts.
Die Straße verläuft vom Antonipark, wo sie mit den Straßen Pinnasberg, St. Pauli Hafenstraße und Antonistraße zusammentrifft, entlang des nördlichen Elbufers von St. Pauli auf der hohen Geestkante nach Osten hin ansteigend bis zu ihrem Übergang in die Seewartenstraße beim Hafenkrankenhaus.
In diesem  Verlauf befinden sich das Erotic Art Museum Hamburg (neben diesem war bis 1996 an der Hausnummer 65 Harrys Hamburger Hafenbasar), das Empire Riverside Hotel, der neue „Astra-Turm“ auf dem Alten Bavaria-Gelände, das 20-geschossige Atlantic-Haus, das Bernhard-Nocht-Institut für Tropenmedizin und das Bundesamt für Seeschifffahrt und Hydrographie.
Koordinaten: 53° 32′ 49″ N, 9° 57′ 45″ O